# Дарем (Орегон)
Дарем (англ. Durham) — місто (англ. city) в США, в окрузі Вашингтон штату Орегон. Населення — 1944 особи (2020).

## Географія
Дарем розташований за координатами 45°23′40″ пн. ш. 122°45′29″ зх. д. / 45.39444° пн. ш. 122.75806° зх. д. (45.394494, -122.757980).  За даними Бюро перепису населення США в 2010 році місто мало площу 1,06 км², уся площа — суходіл.

## Демографія
Згідно з переписом 2010 року, у місті мешкала 1351 особа в 545 домогосподарствах у складі 371 родини. Густота населення становила 1278 осіб/км².  Було 561 помешкання (531/км²).
Расовий склад населення:
| - 83,8 % — білих - 1,7 % — чорних або афроамериканців - 1,4 % — вихідців з тихоокеанських островів - 1,3 % — азіатів - 0,4 % — корінних американців - 8,2 % — осіб інших рас |

До двох чи більше рас належало 3,2 %. Частка іспаномовних становила 13,8 % від усіх жителів.
За віковим діапазоном населення розподілялося таким чином: 24,1 % — особи молодші 18 років, 65,6 % — особи у віці 18—64 років, 10,3 % — особи у віці 65 років та старші. Медіана віку мешканця становила 38,1 року. На 100 осіб жіночої статі у місті припадало 93,6 чоловіків;  на 100 жінок у віці від 18 років та старших — 87,7 чоловіків також старших 18 років.
Середній дохід на одне домашнє господарство  становив 95 872 долари США (медіана — 70 000), а середній дохід на одну сім'ю — 105 218 доларів (медіана — 90 227). Медіана доходів становила 61 786 доларів для чоловіків та 44 583 долари для жінок. За межею бідності перебувало 22,4 % осіб, у тому числі 40,7 % дітей у віці до 18 років та 8,8 % осіб у віці 65 років та старших.
Цивільне працевлаштоване населення становило 699 осіб. Основні галузі зайнятості: науковці, спеціалісти, менеджери — 23,9 %, освіта, охорона здоров'я та соціальна допомога — 21,9 %, виробництво — 14,2 %, роздрібна торгівля — 8,2 %.